# Улица Екатерины Грушевской
Улица Екатерины Грушевской (укр. Вулиця Катерини Грушевської) — улица в Голосеевском районе города Киева, исторически сложившаяся местность Ширма. До 2022 года — улица Генерала Доватора. Пролегает от улицы Пятигорская до улицы Гвардейская.
Примыкают улица Семёна Палия, переулки Сквирский, Дубовый (Генерала Доватора), Альпийский (Пятигорский).

## История
29 декабря 1953 года Новая улица № 759 в урочище Ширма в Кагановичском районе была переименована на улицу Генерала Доватора — в честь Героя Советского Союза Льва Михайловича Доватора, согласно Решению исполнительного комитета Киевского городского Совета депутатов трудящихся № 2610 «Про наименование городских улиц» («Про найменування міських вулиць»). В 1955 году по названию улицы был назван переулок Генерала Доватора.
В 1960-е годы часть улицы была присоединена к Гвардейской (от Гвардейской до Творческой) и Творческой улицам.
В процессе дерусификации городских объектов, 28 октября 2022 года улица получила современное название — в честь историка Екатерины Михайловны Грушевской.

## Застройка
Улица пролегает в северо-западном направлении. После примыкания улицы Семёна Палия улица раздваивается, где один участок (№ 11-17, 16-22) пролегает в сторону Сквирского переулка, другой (№ 17/9-41А, 22-34) — Альпийского переулка, при этом оба участка пролегают до Гвардейской улицы. Парная и непарная стороны улицы заняты усадебной застройкой.
Учреждения: нет
Мемориальные доски:
1. дом № 1/53 — Льву Михайловичу Доватору — комментарий прежнего (до 2022 года) именования улицы